# Птицы Эдема
«Птицы Эдема» (англ. Birds of Eden) — крупнейший в мире авиарий, расположенный в районе Эден (Западно-Капская провинция, ЮАР).

## Описание
Авиарий был открыт 15 декабря 2005 года. Он представляет собой участок первозданного леса площадью 2,3 гектара, накрытый сеткой (площадь сеток составила 3,2 гектара), где живут около 3500 птиц более чем 200 видов (на 2014 год). По территории проложено 1,2 километров пешеходных троп, в том числе около трёх четвертей из них обустроены выше уровня земли, так что посетители могут изучать птиц на разных уровнях их жизни. Сеть поддерживают 28 опор высотой от 2 до 34 метров, а самая высокая из мачт достигает в высоту 55 метров. Вес сети — 80 тонн, объём авиария составляет 375 372 м³. На территории авиария имеются небольшое естественное ущелье с водопадом и амфитеатр на 200 мест.

Заведение открыто ежедневно с 8-00 до 17-00.
Примерно в 700 метрах к северо-западу от авиария проходит автомагистраль N2; ближайшие населённые пункты: Курленд (1,5 км к северо-востоку), Кюрбомштранд (5 км к юго-западу) и Нейчерс-Валли (6,5 км к юго-востоку) — все расстояния указаны по прямой.

## Некоторые обитатели
- Африканский серый токо
- Жако
- Африканский оливковый голубь
- Пегая трясогузка
- Священный ибис
- Александров кольчатый попугай
- Голубая ирена
- Сенегальская либия
- Скалистый краснохвостый попугай
- Буроухий краснохвостый попугай
- Черноголовый белобрюхий попугай
- Африканская красавка
- Голубой ушастый фазан
- Сине-жёлтый ара
- Синелобый амазон
- Синеголовый красногузый попугай
- Розовобрюхий травяной попугайчик
- Буроголовый длиннокрылый попугай
- Волнистый попугайчик
- Скалистый попугай
- Капский батис
- Сероголовый вьюрок[англ.]
- Капский баклан[англ.]
- Капская чекановая горихвостка[англ.]
- Африканская широконоска
- Капский ткач
- Оранжевохохлый какаду
- Корелла
- Изумрудный голубь
- Бриллиантовая горлица
- Белоспинный лори
- Буроголовая аратинга
- Розелла
- Траурный дронго
- Золотой фазан
- Златогрудый спрео
- Златошапочная аратинга
- Зелёный фазан
- Широкохвостая крапивниковая славка[англ.]
- Многоцветный лорикет
- Восточный венценосный журавль
- Серый бананоед
- Короткохвостая крапивница[англ.]
- Гвинейский турако
- Молотоглав
- Синехохлый турако
- Обыкновенная цесарка
- Обыкновенный павлин
- Ендайя
- Рисовка
- Шлемоносный турако
- Капская пестрогрудка
- Campethera notata[англ.]
- Малая горлица
- Смеющаяся кукабара
- Малый фламинго
- Малая поганка
- Лусонский кровавогрудый куриный голубь
- Малахитовая нектарница[англ.]
- Мандаринка
- Масковый неразлучник
- Калита
- Черноголовый попугай
- Африканский оливковый дрозд[англ.]
- Африканский оливковый дятел[англ.]
- Фиолетовоспинная нектарница[англ.]
- Anthracoceros albirostris
- Украшенный лорикет
- Златолобая аратинга
- Красноголовый кольчатый попугай
- Роскошный попугай Александры
- Фиолетовочубый турако
- Огненноголовый трахифонус
- Розовогрудый кольчатый попугай
- Краснолобый прыгающий попугай
- Конголезский длиннокрылый попугай
- Красноголовая аратинга
- Певчий попугай
- Краснокрылый длиннохвостый скворец
- Розовощёкий неразлучник
- Длиннокрылый попугай Рюппеля
- Красногузый попугай Максимилиана
- Красный ибис
- Колумбийская аратинга
- Сенегальский длиннокрылый попугай
- Серебряная лофура
- Длинноклювый изумрудный попугай
- Соломонский какаду
- Tockus rufirostris
- Жёлтая цапля
- Солнечная аратинга
- Роскошный баррабандов попугай
- Трёхцветный спрео
- Желтобрюхий астрильд
- Белогрудая лесная горлица[англ.]
- Большой белохохлый какаду
- Фиолетовый гологлазый турако
- Тонкоклювый какаду
- Белый аист
- Белоглазая аратинга
- Зеленохвостый широкохвостый лори
- Желтолицый мино
- Краснолобый блестящий лори
- Полосатая горлица
- Зебровая амадина